# Чиконьини, Якопо
Я́копо Чиконьи́ни (итал. Jacopo Cicognini; 27 марта 1577[…], Кастрокаро-Терме-е-Терра-дель-Соле, Форли-Чезена — 27 октября 1631[…], Флоренция) — итальянский поэт, писатель
 и драматург.

## Биография
Родился 27 марта 1577 года в Кастрокаро. Служил нотариусом в 1606 году. Покончил жизнь самоубийством, выбросившись из окна во Флоренции 27 октября 1631 года при невыясненных обстоятельствах.
Писал комедии, «rappresentazioni sacre» (драматические представления на сюжеты из священной истории или из житий святых), гимны и другие произведения: «L’amor pudico, festino е balli» (Витербо, 1614); «L’aurilla feritrice innocente battagliola» (Болонья, 1622); «Il marfcirio di S. Agata, rappres. sacra» (Флоренция, 1624); «La finta Mora, commedia» (ib., 1625); «Il gran natale di Cristo» (ib., 1625); «Trionfo di David, rappr. sacra» (ib., 1633); «Inni sopra Santo Antonio di Padova» (ib., 1633).
В своих комедиях Чиконьини продолжал традиции древности, заимствуя также кое-что из испанского театра. Гольдони (любивший в детстве читать комедии Чиконьини) указывает в своих записках на пристрастие автора к риторике и на его не чуждый тривиальности комизм, признавая в нём, однако, дар заинтересовать завязкой и искусно вести интригу.